# كفور عامر ورضوان
كفور عامر ورضوان إحدى قرى مركز كفر شكر التابع لمحافظة القليوبية بجمهورية مصر العربية.

## السكان
بلغ عدد سكان كفور عامر ورضوان 2,848 نسمة، حسب الإحصاء الرسمي لعام 2006.